# Herrarnas fyra utan styrman i rodd vid olympiska sommarspelen 2016
Herrarnas fyra utan styrman i rodd vid olympiska sommarspelen 2016 avgjordes mellan den 8 och 12 augusti 2016 i Rio de Janeiro.

## Resultat

### Försöksheat
De tre första i varje försöksheat gick vidare till semifinal medan övriga gick till återkvalet.

#### Heat 1
| Placering | Roddare                                                                   | Land          | Tid     | Noteringar |
| --------- | ------------------------------------------------------------------------- | ------------- | ------- | ---------- |
| 1         | William Lockwood Joshua Dunkley-Smith Josh Booth Alexander Hill           | Australien    | 5.54,84 | Semifinal  |
| 2         | Maximilian Korge Max Planer Anton Braun Felix Wimberger                   | Tyskland      | 5.59,74 | Semifinal  |
| 3         | Harold Langen Peter van Schie Vincent van der Want Govert Viergever       | Nederländerna | 6.00,55 | Semifinal  |
| 4         | Vlad-Dragos Aicoboae Constantin Adam Marius Cozmiuc Toader-Andrei Gontaru | Rumänien      | 6.02,56 | Återkval   |
| 5         | Artiоm Kosov Anton Zarutskij Vladislav Rjabtsev Nikita Morgatjov          | Ryssland      | 6.03,89 | Återkval   |

#### Heat 2
| Placering | Roddare                                                       | Land    | Tid     | Noteringar |
| --------- | ------------------------------------------------------------- | ------- | ------- | ---------- |
| 1         | Domenico Montrone Matteo Castaldo Matteo Lodo Giuseppe Vicino | Italien | 5.56,01 | Semifinal  |
| 2         | Will Crothers Tim Schrijver Conlin McCabe Kai Langerfeld      | Kanada  | 5.58,26 | Semifinal  |
| 3         | Henrik Rummel Matthew Miller Charles Cole Seth Weil           | USA     | 5.58,31 | Semifinal  |
| 4         | Vadzim Ljalin Dzianis Mihal Mikalaj Sjarlap Ihar Pasjevitj    | Belarus | 6.02,93 | Återkval   |

#### Heat 3
| Placering | Roddare                                                                 | Land           | Tid     | Noteringar |
| --------- | ----------------------------------------------------------------------- | -------------- | ------- | ---------- |
| 1         | Alex Gregory Mohamed Sbihi George Nash Constantine Louloudis            | Storbritannien | 5.55,59 | Semifinal  |
| 2         | Dionisis Angelopoulos Ioannis Tsilis Georgios Tziallas Ioannis Christou | Grekland       | 5.59,65 | Semifinal  |
| 3         | Benjamin Lang Mickaël Marteau Valentin Onfroy Théophile Onfroy          | Frankrike      | 6.00,72 | Semifinal  |
| 4         | David Hunt Jonty Smith Vincent Breet Jake Green                         | Sydafrika      | 6.01,64 | Återkval   |

### Återkval
De tre första i återkvalet gick vidare till semifinal.
| Placering | Roddare                                                                   | Land      | Tid     | Noteringar |
| --------- | ------------------------------------------------------------------------- | --------- | ------- | ---------- |
| 1         | David Hunt Jonty Smith Vincent Breet Jake Green                           | Sydafrika | 6.34,97 | Semifinal  |
| 2         | Vadzim Ljalin Dzianis Mihal Mikalaj Sjarlap Ihar Pasjevitj                | Belarus   | 6.36,50 | Semifinal  |
| 3         | Artiom Kosov Anton Zarutskij Vladislav Rjabtsev Nikita Morgatjov          | Ryssland  | 6.39,32 | Semifinal  |
| 4         | Vlad-Dragos Aicoboae Constantin Adam Marius Cozmiuc Toader-Andrei Gontaru | Rumänien  | 6.39,64 |            |

### Semifinaler
De tre första i varje semifinal gick vidare till A-finalen medan övriga gick till B-finalen.

#### Semifinal 1
| Placering | Roddare                                                                 | Land       | Tid     | Noteringar |
| --------- | ----------------------------------------------------------------------- | ---------- | ------- | ---------- |
| 1         | William Lockwood Joshua Dunkley-Smith Josh Booth Alexander Hill         | Australien | 6.11,82 | A-final    |
| 2         | David Hunt Jonty Smith Vincent Breet Jake Green                         | Sydafrika  | 6.15,22 | A-final    |
| 3         | Domenico Montrone Matteo Castaldo Matteo Lodo Giuseppe Vicino           | Italien    | 6.16,54 | A-final    |
| 4         | Henrik Rummel Matthew Miller Charles Cole Seth Weil                     | USA        | 6.19,08 | B-final    |
| 5         | Dionisis Angelopoulos Ioannis Tsilis Georgios Tziallas Ioannis Christou | Grekland   | 6.24,04 | B-final    |
| 6         | Artiom Kosov Anton Zarutskij Vladislav Rjabtsev Nikita Morgatjov        | Ryssland   | 6.24,89 | B-final    |

#### Semifinal 2
| Placering | Roddare                                                             | Land           | Tid     | Noteringar |
| --------- | ------------------------------------------------------------------- | -------------- | ------- | ---------- |
| 1         | Alex Gregory Mohamed Sbihi George Nash Constantine Louloudis        | Storbritannien | 6.17,13 | A-final    |
| 2         | Will Crothers Tim Schrijver Conlin McCabe Kai Langerfeld            | Kanada         | 6.20,66 | A-final    |
| 3         | Harold Langen Peter van Schie Vincent van der Want Govert Viergever | Nederländerna  | 6.21,04 | A-final    |
| 4         | Vadzim Ljalin Dzianis Mihal Mikalaj Sjarlap Ihar Pasjevitj          | Belarus        | 6.22,46 | B-final    |
| 5         | Benjamin Lang Mickaël Marteau Valentin Onfroy Théophile Onfroy      | Frankrike      | 6.26,94 | B-final    |
| 6         | Maximilian Korge Max Planer Anton Braun Felix Wimberger             | Tyskland       | 6.35,90 | B-final    |

### Finaler

#### B-final
| Placering | Roddare                                                                 | Land      | Tid     | Noteringar |
| --------- | ----------------------------------------------------------------------- | --------- | ------- | ---------- |
| 1         | Henrik Rummel Matthew Miller Charles Cole Seth Weil                     | USA       | 5.59,20 |            |
| 2         | Dionisis Angelopoulos Ioannis Tsilis Georgios Tziallas Ioannis Christou | Grekland  | 6.00,56 |            |
| 3         | Vadzim Ljalin Dzianis Mihal Mikalaj Sjarlap Ihar Pasjevitj              | Belarus   | 6.00,57 |            |
| 4         | Artiоm Kosov Anton Zarutskij Vladislav Rjabtsev Nikita Morgatjov        | Ryssland  | 6.02,09 |            |
| 5         | Benjamin Lang Mickaël Marteau Valentin Onfroy Théophile Onfroy          | Frankrike | 6.02,21 |            |
| 6         | Maximilian Korge Max Planer Anton Braun Felix Wimberger                 | Tyskland  | 6.06,24 |            |

#### A-final
| Placering | Roddare                                                             | Land           | Tid     | Noteringar |
| --------- | ------------------------------------------------------------------- | -------------- | ------- | ---------- |
| 1         | Alex Gregory Mohamed Sbihi George Nash Constantine Louloudis        | Storbritannien | 5.58,61 |            |
| 2         | William Lockwood Joshua Dunkley-Smith Josh Booth Alexander Hill     | Australien     | 6.00,44 |            |
| 3         | Domenico Montrone Matteo Castaldo Matteo Lodo Giuseppe Vicino       | Italien        | 6.03,85 |            |
| 4         | David Hunt Jonty Smith Vincent Breet Jake Green                     | Sydafrika      | 6.05,80 |            |
| 5         | Harold Langen Peter van Schie Vincent van der Want Govert Viergever | Nederländerna  | 6.08,38 |            |
| 6         | Will Crothers Tim Schrijver Conlin McCabe Kai Langerfeld            | Kanada         | 6.15,93 |            |